# 凯万·普兰
凯万·普兰（法語：Kevin Poulin，1990年4月12日—），加拿大男子冰球运动员，场上位置是守门员。他曾代表加拿大国家队参加2018年冬季奥林匹克运动会冰球比赛，获得一枚铜牌。